# Olympische Sommerspiele 1904/Boxen
Bei den III. Olympischen Spielen 1904 in St. Louis fanden sieben Wettbewerbe im Boxen statt. Es nahmen ausschließlich US-Amerikaner teil, dennoch galt diese Veranstaltung als olympisch: Sie war nicht als nationale Meisterschaften ausgeschrieben und Ausländer wären teilnahmeberechtigt gewesen. Austragungsort war das Francis Gymnasium, eine Sporthalle unmittelbar neben dem Stadion Francis Field.
Jeder Kampf ging über drei Runden; die beiden ersten waren drei Minuten lang, die dritte Runde dauerte vier Minuten. Teilnehmer einer leichteren Gewichtsklasse durften auch in höheren Gewichtsklassen antreten. Oliver Kirk, der Gewinner im Bantam- und Federgewicht, ist damit der einzige Boxer der Geschichte, der an den gleichen Spielen zwei Goldmedaillen gewann.

## Medaillenspiegel
| Platz | Land               | Gold | Silber | Bronze | Gesamt |
| ----- | ------------------ | ---- | ------ | ------ | ------ |
| 1     | Vereinigte Staaten | 7    | 7      | 4      | 18     |

## Ergebnisse

### Fliegengewicht (bis 47,63 kg)
| Platz | Land | Sportler        |
| ----- | ---- | --------------- |
| 1     | USA  | George Finnegan |
| 2     | USA  | Miles Burke     |

Datum: 22. September 1904
In dieser Gewichtsklasse waren nur zwei Boxer gemeldet, so dass der Wettbewerb lediglich aus dem Finale bestand. George Finnegan gewann diesen durch technischen K. o. in der ersten Runde. Sein Gegner Miles Burke wog zwar ein Kilogramm zu viel, wurde aber dennoch zugelassen, um überhaupt einen Kampf zu ermöglichen.

### Bantamgewicht (bis 52,16 kg)
| Platz | Land | Sportler        |
| ----- | ---- | --------------- |
| 1     | USA  | Oliver Kirk     |
| 2     | USA  | George Finnegan |

Datum: 22. September 1904
Auch hier gab es nur zwei Teilnehmer. George Finnegan absolvierte an diesem Tag seinen zweiten Kampf, wurde aber von Oliver Kirk durch technischen K. o. in der dritten Runde bezwungen.

### Federgewicht (bis 56,70 kg)
| Platz | Land | Sportler          |
| ----- | ---- | ----------------- |
| 1     | USA  | Oliver Kirk       |
| 2     | USA  | Frank Haller      |
| 3     | USA  | Frederick Gilmore |

Datum: 21. und 22. September 1904
Drei Boxer traten zu diesem Wettbewerb an. Zunächst boxten Haller und Gilmore gegeneinander. Der Sieger trat am darauf folgenden Tag gegen Oliver Kirk an. Kirk gewann den Finalkampf gegen Haller, obschon er ganze fünf Kilogramm leichter war, und holte sich als einziger Boxer überhaupt eine zweite Goldmedaille.

### Leichtgewicht (bis 61,24 kg)
| Platz | Land | Sportler         |
| ----- | ---- | ---------------- |
| 1     | USA  | Harry Spanjer    |
| 2     | USA  | Russell van Horn |
| 3     | USA  | Peter Sturholdt  |
| 4     | USA  | Kenneth Jewett   |
| 4     | USA  | Arthur Seward    |
| 4     | USA  | Joseph Lydon     |
| DSQ   | USA  | Carroll Burton   |
| DSQ   | USA  | Jack Egan        |

Datum: 21. und 22. September 1904
Da in dieser Gewichtsklasse acht Boxer antraten, war ein Wettkampf in Turnierform möglich. Als einer der Teilnehmer war der Boxer Carroll Lewis gemeldet, der in St. Louis ziemlich bekannt war. Unter seinem Namen trat jedoch ein Schwindler namens Bollinger an, der daraufhin disqualifiziert wurde. Sein Gegner Peter Sturholdt kam eine Runde weiter, verlor dann aber den Kampf um die Bronzemedaille. Harry Spanjer schlug im Finale Jack Egan nach Punkten.
Jack Egan wurde 1905 disqualifiziert, da er unter falschem Namen angetreten war; sein richtiger Name lautete Frank Floyd.

### Weltergewicht (bis 65,27 kg)
| Platz | Land | Sportler      |
| ----- | ---- | ------------- |
| 1     | USA  | Albert Young  |
| 2     | USA  | Harry Spanjer |
| 3     | USA  | Joseph Lydon  |
| DSQ   | USA  | Jack Egan     |

Datum: 21. und 22. September 1904
Vier Boxer waren in dieser Gewichtsklasse gemeldet, darunter die beiden Erstplatzierten im Leichtgewicht. Spanjer verlor im Finale gegen Young nach Punkten. Um den dritten Platz wurde nicht gekämpft. Lydon nahm zwei Monate später am olympischen Fußballturnier teil und wurde Zweiter. Jack Egan, einer der Drittplatzierten, wurde 1905 disqualifiziert, da er unter falschem Namen angetreten war; sein richtiger Name lautete Frank Floyd.

### Mittelgewicht (bis 71,67 kg)
| Platz | Land | Sportler          |
| ----- | ---- | ----------------- |
| 1     | USA  | Charles Mayer     |
| 2     | USA  | Benjamin Spradley |

Datum: 22. September 1904
Im einzigen Kampf dieser Gewichtsklasse (es waren nur zwei Teilnehmer gemeldet) schlug Mayer seinen Gegner Spradley in der dritten Runde durch K. o.

### Schwergewicht (über 71,67 kg)
| Platz | Land | Sportler         |
| ----- | ---- | ---------------- |
| 1     | USA  | Samuel Berger    |
| 2     | USA  | Charles Mayer    |
| 3     | USA  | William Michaels |

Datum: 22. September 1904
Gemeldet waren drei Boxer. Mittelgewichts-Olympiasieger Charles Mayer trat im Finale auf den Sieger des Halbfinals und verlor gegen seinen zehn Kilogramm schwereren Konkurrenten Samuel Berger.